# Mnichovsko-freisinská církevní provincie

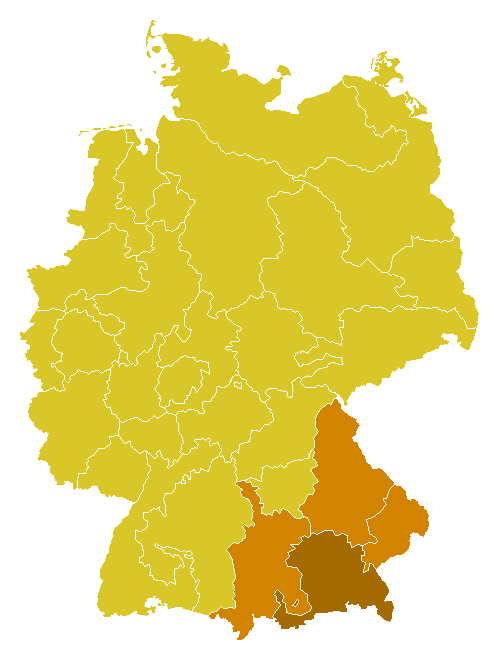
Mnichovsko-freisingská církevní provincie na mapě Německa

Mnichovsko-freisingská církevní provincie je církevní provincie římskokatolické církve v Německu. Byla založena roku 1821 a zahrnuje mnichovsko-freisingskou arcidiecézi spolu s augsburskou, pasovskou a řezenskou diecézí. Od roku 2008 je jejím metropolitou Reinhard Marx.

## Členění
K mnichovsko-freisingské církevní provincii patří:
- Arcidiecéze mnichovsko-freisingská
  - Diecéze augsburská
  - Diecéze pasovská
  - Diecéze řezenská

## Metropolité
- Lothar Anselm Freiherr von Gebsattel (1821–1846)
- Karl August Graf von Reisach (1846–1856)
- Gregor von Scherr OSB (1856–1877)
- Antonius von Steichele (1878–1889)
- Antonius von Thoma (1889–1897)
- Franz Joseph von Stein (1898–1909)
- Franziskus von Bettinger (1909–1917)
- Michael von Faulhaber (1917–1952)
- Joseph Wendel (1952–1960)
- Julius Döpfner (1961–1976)
- Joseph Ratzinger (1977–1982)
- Friedrich Wetter (1982–2007)
- Reinhard Marx (2008–)